# 四人帮
四人幫为中國共產黨文化大革命時期（1966年—1976年）形成的一個政治集團的名稱，形成於1973年中共十大之後，其成員按“粉碎四人幫”時中共中央公布的顺序依次为王洪文、张春桥、江青和姚文元，合称“王张江姚反党集团”。江青为中共中央主席毛泽东之妻，张春桥、姚文元和王洪文均由毛泽东从上海提拔到中共中央并委以重任，四人在文革后期皆为中共中央政治局委员，王洪文和张春桥二人在中共十大上成为排名第三和第八的中共中央政治局常委，而四人帮里最年轻的王洪文更是成为中共中央副主席，一度被认为是毛泽东的接班人。
1976年10月6日，毛泽东逝世一个月后，时任中共中央第一副主席、国务院总理华国锋、时任中共中央军委副主席兼秘书长叶剑英、时任中共中央办公厅主任汪东兴与时任中共中央军委常务委员陈锡联以及时任北京市革命委员会主任吴德等人联手粉碎四人幫，将王洪文、张春桥、江青、姚文元以及毛泽东之侄毛远新五人拘禁，其主要追随者亦在随后的政治斗争中遭到清洗。1977年7月，中共十届三中全会决定开除王洪文、张春桥、江青、姚文元四人的党籍并撤销党内外一切职务。
1980年四人帮被公审的时候，四人帮被正式命名为“江青反革命集团”。

## 词源
1974年7月17日，在中共中央政治局会议上，毛泽东批评王洪文、张春桥、江青、姚文元搞帮派活动，说：“她（江青）算上海帮呢！你们要注意呢，不要搞成四人小宗派呢。”这是历史上第一次将江青等四人当成一个宗派提出。
1975年5月3日深夜，毛泽东召集在北京的中共中央政治局委員，在他的住所召開中央政治局會議，親自講話來劝告四人幫。這次會議是他生前最後一次主持政治局會議，也是他生前最後一次長篇講話。談話時，他再次提到「三要三不要」（要搞馬列主義，不要搞修正主義；要團結，不要分裂；要光明正大，不要搞陰謀詭計），並進一步對江青等四人說：「（你們）不要搞『四人幫』，你們不要搞了，為什麼要照樣搞呀？為什麼不和二百多個中央委員搞團結？搞少數人不好，歷來不好。」此後，「四人幫」就成了江青等四人的代稱。

## 历史
四人帮被视为文化大革命期间一派重要政治势力，被视为毛泽东贯彻其文革思想的主要推手。
1965年，在毛泽东的支持下，由江青、张春桥指使，姚文元编写的《评新编历史剧〈海瑞罢官〉》成为发动文化大革命的导火线。文革前期，江青、张春桥、姚文元一直是中央文革小组的主要成员，对文革的发动和打倒所谓“刘少奇、邓小平资产阶级司令部”起到了至关重要的作用，直接导致时任国家主席刘少奇和中央书记处负责人邓小平倒台。1969年中共九大上，三人全部进入中共中央政治局；也是在这次大会上，林彪成为了唯一的中共中央副主席和毛泽东的法定接班人。
1970年的中共九届二中全会上，在林彪的支持下，陈伯达、汪东兴等人对张春桥发起了含沙射影的猛烈攻击；但在毛泽东的支持下，大会转而批判陈伯达。1971年，在毛泽东指定的接班人林彪出逃并丧命之后，造反起家的王洪文从上海上调中央，不久就和张、江、姚等三人结成联盟。1973年中共十大上，四人中最年轻的王洪文被选为排名第二（仅在周恩来之后）的中共中央副主席，张春桥也晋升中共中央政治局常委，四人帮的势力空前强大。
1974年1月，江青等人发动了“批林批孔运动”，将矛头指向国务院总理周恩来。1974年10月周恩来入院治疗后，邓小平重新崛起，出任中共中央副主席、国务院第一副总理、中共中央军委副主席兼解放军总参谋长（合稱「三副一长」），实际负责中央日常工作。特别是在1975年的四届全国人大上，四人帮的组阁计划以失败告终，四人帮的势力受到沉重打击。
晚年的毛泽东虽然并未将最高权力交给四人帮，但在第四届全国人大之后也没有再削弱四人帮的势力。相反，1976年1月周恩来逝世后，毛泽东却以“批邓、反击右倾翻案风”为名再次打倒邓小平。在逝世前，毛泽东任命华国锋为中共中央第一副主席兼国务院总理，华国锋也因此成为毛泽东的接班人。
毛泽东逝世时，王洪文任中共中央政治局常委、中共中央副主席；张春桥任中共中央政治局常委、国务院副总理、解放军总政治部主任；姚文元任中共中央政治局委员，主管全国的舆论；江青任中共中央政治局委员，虽然没有具体领导职务，却以“毛泽东妻子”的特殊身份成为四人帮的核心人物。

## 粉碎四人帮
1976年4月，群众在悼念周恩来的四五运动中表示了对四人帮和文革的不满。同年9月9日，毛泽东逝世，四人帮开始加紧夺权，如中共中央时任副主席王洪文的秘书直接绕过中共中央时任第一副主席华国锋命令各地方主要领导有问题需要请示王洪文的秘书米士奇。
9月16日，《人民日报》、《解放军报》、《红旗》杂志社论（简称“两报一刊”社论）《毛主席永远活在我们心中》说：“毛主席与世长辞了，毛泽东思想永放光芒，毛主席的革命路线深入人心，毛主席开创的革命事业后继有人。”“毛主席嘱咐我们‘按既定方针办’”。社论发表以后，江青给张春桥打电话：“毛主席的临终嘱咐发表出去以后，有什么反应没有？我已对文元同志强调，宣传工作要以宣传毛主席的‘按既定方针办’为中心，要反复宣传。”在姚文元的再三再四指示下，北京、上海各主要报刊《人民日报》、新华社《内部参考》、《红旗》杂志、《光明日报》、《文汇报》、《解放日报》、《学习与批判》杂志等连篇累牍地宣扬“按既定方针办”。据从9月17日至30日的不完全统计，上述6种报刊就登了宣扬“按既定方针办”的消息和文章236篇。，《人民日报》、《光明日报》都把“按既定方针办”做了通栏大标题。《光明日报》在报眼毛主席语录栏，连续9天刊登“按既定方针办”；从9月17日到10月4日的17天中，有45篇悼念毛主席逝世的文章和消息被塞进“按既定方针办”的内容，就连一些专刊专页的文章和诗歌散文，也被强加上“按既定方针办”的话，达到了“四人帮”所要求的让“按既定方针办”覆盖报纸版面的目的。 9月21日《文汇报》头版头条大标题是《上海工人阶级坚决支持毛主席的既定方针》；9月24日《解放日报》一版头条通栏大标题是《驻沪三军上海民兵坚决执行毛主席的既定方针》；《学习与批判》杂志在第10期刊出该刊记者写的《按毛主席的既定方针办——上海千万人民的战斗誓言》。
1976年10月2日，华国锋在乔冠华9月30日送来的《中国代表团团长在联合国大会第三十一届会议上的发言》送审报告上批道：“此发言有误，文中引用毛主席的话，我查了一下原件，与毛主席亲笔写的错了三个字，毛主席写的和我在政治局传达的是‘照过去方针办’。为了避免再错传下去，我把它删去了。”10月4日，《光明日报》登载《永远按毛主席的既定方针办》，文中说“按既定方针办”这一谆谆嘱咐，是伟大领袖毛主席对我们党和整个共产主义运动的高度概括和深刻总结，“篡改毛主席的既定方针，就是背叛马克思主义，背叛社会主义，背叛无产阶级专政下继续革命的伟大学说”、“任何修正主义头子，胆敢篡改毛主席的既定方针，是绝然没有好下场的”。 
1976年10月6日，华国锋、叶剑英、李先念等人在获得中央警卫部队领导汪东兴的支持后進行逮捕行動，分别拘留了四人帮及該派系的核心成員（如毛远新、马天水、迟群、谢静宜等人），继而隔离审查，一般以此事件作为“文化大革命”结束的标志。1977年8月12日，华国锋在中共十一大上宣布“第一次无产阶级文化大革命的胜利结束”。
事后华国锋出任中共中央主席和中共中央军委主席，并继续兼任国务院总理和公安部部长，成为最高领导人。王、张、江、姚四人随后被中共中央开除党籍，当时给这四个人的定性是“形左实右”。中共中央对王、张、江、姚四人发起大批判，罪名包括“破坏无产阶级文化大革命”、“破坏批林批孔”等等。

## 审判
1978年中共十一届三中全会之后，邓小平逐渐取代华国锋成为中共实际的最高领导人。在他的倡导下，中国政府开始对四人帮和林彪等两个集团在法律上进行审判和定罪。值得注意的是，官方有意把张春桥的政敌陈伯达划归四人帮集团，以避免林彪问题的复杂化。
1980年9月29日，第五届全国人民代表大会常务委员会第十六次会议通过《关于成立最高人民检察院特别检察厅和最高人民法院特别法庭检察、审判林彪、江青反革命集团案主犯的决定》，任命最高人民法院院长江华兼特别法庭庭长。
1980年11月20日下午3时第一次开庭，对江青等人进行公开审判。1981年1月25日上午宣判，认定他们均为林彪、江青反革命集团成员，并判处了相应的刑罚：
- 江青和張春橋被判处死刑，緩刑兩年執行，剥夺政治权利終身（后减为无期徒刑）。
- 王洪文被判处无期徒刑，剥夺政治权利终身。
- 姚文元被判处有期徒刑二十年，剥夺政治权利五年。
- 其他：陳伯達、毛远新、黃永勝、吳法憲、李作鵬、邱會作和江騰蛟，分别被判处有期徒刑十六至十八年、剥夺政治权利五年。

在法庭上，江青是唯一为自己辩护的四人帮成员，她的辩护理由是她不过是在执行毛泽东的命令，而且她所做的一切都是为了保卫毛泽东。
1981年6月27日，中共十一届六中全会通过《关于建国以来党的若干历史问题的决议》，将文革定性为“由领导者错误发动，被反革命集团利用，给党、国家和各族人民带来严重灾难的内乱。”2021年11月11日，中共十九届六中全会通过的《关于党的百年奋斗重大成就和历史经验的决议》基本延续了十一届六中全会对文革的定性。

## 评价
“四人帮”被打倒之后，中国政府揭露四人帮在文革期间互相勾结，逆行倒施，并对老同志进行无情迫害，对人民、对国民经济犯下了滔滔罪行。其中用漫画形式来形容四人帮，如“政治流氓”王洪文、“狗头军师”张春桥、“白骨精”江青、“吹鼓手”“文痞”姚文元等。
1977年2月23日，《人民日报》发表文章《不许“四人帮”为托洛茨基翻案》，称“‘四人帮’中的张春桥、江青，早在三十年代就拜倒在托洛茨基的脚下”，“他们从思想、纲领、路线到方法、步骤，都是忠实继承了托洛茨基的那一套反革命的故伎。正是因为这样，他们才甘冒天下之大不韪，公然要为托洛茨基翻案”。
新华社、《人民日报》指控四人帮生活奢侈，挪用公款，篡党篡国，试图代表资产阶级、修正主义者、法西斯主义者复辟资本主义，干扰破坏文化大革命、批林批孔运动、批邓反击右倾翻案风的伟大斗争，提倡玄学、破坏生产。
1980年，意大利记者法拉奇和邓小平谈话，邓小平评价“‘四人帮’伤害了成千上万的人。”

伊文思在《毛泽东以后的中国》中认为“这四个人在党的最高层占据了特别的位置，因此，不但群众恨他们，连很多干部都恨他们。毛利用他们作为他自己与文革末期所遗留下的有经验的行政人员之间的缓冲物。这四个人扮演了所谓厨房内阁的角色，这个厨房内阁是由在党内没有任何独立基础的亲戚、随从及无足轻重的年轻人所组成。毛的周围只有这些人。”“他们倒台的原因，并不是他们与毛有分歧，而是他们与毛的路线太一致了，所以一旦政策来个大转变，他们的位置就保不住。”
部分左翼、新左翼人士和马克思主义者则认为中共对“四人帮”的指控是错误的、虚假的、修正主义的。比如夏尔·贝特兰在1977年辞去法中友好协会主席时就表达了对政变的不满，他说中共对“四人帮”的指控“根本无法令人信服”，“丝毫没有马克思主义的分析，而只是诽谤和丑闻”，“是对科学社会主义的否定，是反革命修正主义”，“竭尽夸大之能事，甚至到了公开歪曲事实的地步，全是粗暴的捏造”。

## 成员结局
- 江青于1991年在秦城監獄服大量安眠藥自殺身亡，终年77岁。
- 王洪文于1992年因肝癌死于北京复兴医院，终年56岁。
- 张春桥于2005年因胰腺癌死于北京复兴医院，终年88岁。
- 姚文元于1996年刑满出狱，于2005年因糖尿病死于上海，终年74岁。

### 引用
1. ↑  . 人民网. 1977-07-21. （原始内容存档于2023-09-15）.
2. ↑  .   [2024-07-31]. （原始内容存档于2024-12-03）.
3. ↑  .   [2024-07-31]. （原始内容存档于2025-01-31）.
4. ↑  王京. . 人民網. （原始内容存档于2023-04-27）.
5. 1 2  陈奎德. . 2016-09-06. （原始内容存档于2023-06-05）. 今天，2006年4月5日，是第一次天安门事件发生三十周年。该事件是中共建政以来中国民众第一次公开宣泄对毛泽东暴政的不满和抗议。它实际上是预示文革失败以及中国下一步转向的前奏曲……毛支持江青等首先公开批判邓小平，指责他否定文革。接着，发动了所谓“批林批孔”运动，在毛的纵容下，毛妻江青等组织人马在全国“评法批儒”，“批周公”，“批党内大儒”，矛头直指周恩来……人们向周恩来致哀，支持邓小平主持政务，强烈表达对“四人帮”的抗议，并宣称“秦皇的时代已经一去不复返了”，矛头直指毛泽东，直指中共的专制。
6. ↑  . 中国政府网.   [2024-12-27]. （原始内容存档于2024-12-27）.
7. ↑  . cpc.people.com.cn.   [2021-07-27]. （原始内容存档于2022-02-07）.
8. ↑  华国锋. . 中国政府网.   [2024-12-27].
9. ↑  .   [2020-06-12]. （原始内容存档于2020-06-12）.
10. ↑  平遥. . 中国新闻网. 2009-06-15. （原始内容存档于2023-08-23）.
11. ↑  王忠人. . 人民网. 《炎黄春秋》. 2003年. （原始内容存档于2017-04-08） （中文）.
12. ↑  王忠人. . 人民网. 《炎黄春秋》. 2003年. （原始内容存档于2017-04-08） （中文）.
13. ↑  在全军政治工作会议上的讲话（一九七八年六月二日）：“林彪、四人帮是一伙，早就勾结在一起，破坏无产阶级文化大革命。揭批四人帮，联系揭批林彪，正是清算他们破坏文化大革命的罪行，保卫毛主席亲自发动和领导的无产阶级文化大革命的伟大成果。”
14. ↑  华国锋. 在中国共产党第十一次全国代表大会上的政治报告（一九七七年八月十二日报告，八月十八日通过）：“早在文化大革命初期，“四人帮”就同林彪反党集团相勾结，破坏无产阶级文化大革命。”
15. ↑  . 香港中文大学数码典藏.   [2024-12-15].
16. ↑  《不许“四人帮”为托洛茨基翻案》，《人民日报》1977年2月23日第2版
17. ↑  新华社公报（英文），1976年11月23日24日合刊。
18. ↑  新华社公报（英文），1976年12月17日。
19. ↑  新华社公报（英文），1976年10月24日25日合刊。
20. ↑  新华社公报（英文），1976年10月24日25日合刊。
21. ↑  新华社公报（英文），1976年10月26日。
22. ↑  新华社公报（英文），1976年11月13日。
23. ↑  . 人民网（中国共产党新闻网）. 2018-06-12 （中文）.
24. ↑  伊文思. .   [2023-08-22]. （原始内容存档于2023-12-16）.
25. ↑  夏尔·贝特兰. . 编译参考 (增刊 国外思潮（二）：毛泽东逝世后的中国) (外文出版局《编译参考》编辑部). 1978: 7-9 （中文）.